# Julie Marková Žáčková
Julie Marková Žáčková (* 27. října 1987 Praha) je českou producentkou.

## Život
Vystudovala produkci na Filmové a televizní fakultě Akademie múzických umění a také obor Kritická a kulturní teorie na katedře anglofonních literatur a kultur na Filozofické fakultě Univerzity Karlovy. Během studií absolvovala také stáž na prestižní filmové škole Tisch school of the Arts na New York University.

## Tvorba
V letech 2010-2014 pracovala jako dramaturgyně večerů krátkých filmů iShorts v Bio Oko. Absolventský́ film režiséra Pavla Noska Pravomil, který́ produkovala během studií na FAMU, získal v roce 2014 cenu Magnesia za nejlepší́ studentský́ film na Českých lvech. Mezi lety 2012 a 2023 spolupracovala jako producentka ve společnosti Unit and Sofa. Zde v roce 2019 spoluzaložila filmovou sekci a produkovala svůj první celovečerní film Okupace (rež. Michal Nohejl, 13 nominací na Českého lva, 4 ocenění na Cenách české filmové kritiky včetně ceny za Nejlepší film). Se svými producentskými projekty absolvovala workshopy EAVE Producers, Maia Producers, ACE Producers Traning Days a Midpoint Shorts, Intensive a TV Launch (zde společně s týmem seriálu Vrby získala hlavní cenu HBO Europe za nejlepší projekt).
Dlouhodobě se věnuje podpoře nadějných mladých filmařů/ek - ať už prostřednictvím první česko-slovenské talentové agentury NOCHI zastupující kameramany a kameramanky a fotografy a fotografky, kterou založila, nebo londýnské platformy Girls in Film věnované prezentaci nastupující generace filmařek, jejíž pražskou pobočku otevřela v r. 2018 (společně s kolegyní producentkou Dagmar Sedláčkovou). V roce 2020 pod touto platformou iniciovala mentoringový program “GiF Shadowing” pro aspirující filmařky, které se díky tomuto programu mohou účastnit profesionálních natáčení.
V roce 2023 založila vlastní produkční společnost NOCHI FILM, kde se chce věnovat především debutovým filmům a mezinárodním koprodukcím a kde aktuálně dokončuje dva celovečerní debutové filmy Utekáč (rež. Katarína Gramatová) a Milovník, ne bojovník (rež. Martina Buchelová). Státní fond kinematografie v roce 2024 podpořil výrobu filmu Zvíře, který vyvíjí s režisérkou a scenáristkou Miladou Těšitelovou.
Je členkou Evropské filmové akademie.

## Filmografie

### Producentská filmografie
- 2021 - Okupace (spoluproducent Jan Hlavsa)
- 2023 - Oči plné piesku (festivalový název Gritty Eyes)
- 2025 - Zvíře

### Produkční filmografie
- 2012 - Hamburgery
- 2012 - Láska
- 2012 - Lovci
- 2012 - Paprsky smrti
- 2013 - Portrét mého mrtvého otce
- 2013 - Čtvrté jaro
- 2013 - Hovory o lásce dvě
- 2013 - Vlčí řasa
- 2014 - Pravomil

### Herecká filmografie
- 2011 - Čapkovy kapsy - Epizoda 9 - O lyrickém zloději (redaktorka č. 1)
- 2021 - Okupace (šatnářka)

## Ocenění a nominace
- 2014 - Pravomil - cena Magnesia za nejlepší́ studentský́ film (Český lev)
- 2021 - Okupace - Cena české filmové kritiky - vítězství v kategorii Nejlepší film
- 2021 - Okupace - Český lev
  - nominován jako Nejlepší film a v dalších 13 kategoriích
  - vítězství v kategoriích Nejlepší herečka ve vedlejší roli (Antonie Formanová), Nejlepší scénář (Marek Šindelka, Vojtěch Mašek) a Nejlepší hudba (Hank J. Manchini a La Petite Sonja)